# Ichikawa Danjūrō I
Ichikawa Danjūro I  (初代市川団十郎?, Shodai Ichikawa Danjūrō), noto anche con lo pseudonimo di Mimasuya Hyōgo (Edo, 1660 – Edo, 24 marzo 1704), è stato uno dei primi attori kabuki del Giappone, ancora oggi riconosciuto come uno dei più famosi attori di questo genere di teatro nonché come uno dei più influenti. Tali influenze includono la creazione dello stile aragoto, uno stile di recitazione che rimarrà per molto tempo associato allo stile kabuki di Edo e agli attori della linea di successione degli Ichikawa Danjūrō.
Come molti altri attori, anche Danjūrō I si è dilettato nella scrittura, componendo testi con il nome d'arte (cui, nel caso degli scrittori, ci si riferisce con il termine haimyō) di Mimasuya Hyōgo. "Mimasu"  (三升?) è oggi il nome del mon della famiglia Ichikawa e, da allora, molti attori della linea dei Danjūrō hanno utilizzato "Mimasu" o "Sansho", come pronuncia alternativa degli stessi kanji del loro haimyō.

## Discendenza

Il mon della famiglia Ichikawa.

Il padre di Danjūrō, Horikoshi Juzō, non era coinvolto nel mondo del teatro ed era piuttosto un otokodate, una specie di bandito e bullo di strada, ma era comunque una figura molto attiva nella cultura popolare urbana di Edo; in quanto strettamente legato a Yoshiwara, uno yūkako, ossia quello che oggi verrebbe definito un quartiere a luci rosse, di Edo, egli era infatti probabilmente stato tra gli organizzatori di altri tipi di spettacoli.
In quanto capostipite della più famosa e celebrata linea di successione di attori del teatro kabuki, Danjūrō I ha avuto un gran numero di discendenti che si sono dedicati a questo genere di rappresentazione teatrale, alcuni dei quali diventati a loro volta molto famosi.
I suoi figli furono Ichikawa Danjūrō II, che, dopo aver recitato dal 1697 fino al 1704 con il nome di Ichikawa Kuzō, assunse questo nome dopo la morte del padre mantenendolo fino al 1735, e Ichikawa Sen'ya. Un suo nipote divenne invece Danjūrō IV e un suo bisnipote Danjūrō V. Molti altri suoi nipoti e pronipoti divennero attori kabuki e ancora oggi discendenti diretti di Danjūrō I sono famosi interpreti del teatro kabuki.
Devoto seguace di Fudō Myō-ō, uno dei Tredici Buddha del buddhismo Shingon, Danjūrō I fu il primo a interpretare Fudō sul palcoscenico e fondò anche l'associazione di attori chiamata Naritaya, dal nome del tempio dedicato a Fudō di Narita, chiamato Narita-san.
La linea di successione degli Ichikawa Danjūrō è oggi arrivata al dodicesimo membro ma alcuni degli attori che ne hanno fanno parte, come Danjūrō III, erano stati adottati dalla famiglia Ichikawa e non erano discendenti biologici di Danjūrō I. Dopo la morte di Ichikawa Danjūrō XII, avvenuta nel febbraio 2013, a gennaio 2018, nessuno è ancora stato battezzato come nuovo Danjūrō.

## Vita e carriera
Nato a Edo, la capitale del Giappone, nel 1660, il giovane recitò per la prima volta all'età di tredici anni nel teatro Nakamura-za, sotto il nome di Ichikawa Ebizō, divenendo così il capostipite anche della linea degli Ichikawa Ebizō. Questa rappresentazione dell'opera Shitennō Ochigodachi del 1673, in cui Ebizō interpretava Sakata no Kintoki, segna non solo l'esordio del giovane ma anche il primo utilizzo del trucco facciale a strisce rosse e nere, oggi chiamato kumadori, e quindi l'origine dello stile aragoto, uno stile di recitazione che prevede l'utilizzo di kata, ossia movimenti preordinati e codificati, esagerati e dinamici e di un altrettanto esagerato trucco e tono di voce.
Due anni dopo, utilizzando per la prima volta il nome Danjūrō, egli portò in scena la prima rappresentazione basata sulla Soga monogatari, la leggenda dei fratelli Soga. Sia in qualità di commediografo che di attore, Danjūrō I produsse e interpretò molte opere kabuki, alcune delle quali furono prime rappresentazioni di opere in seguito divenute famosissime nel periodo Edo e, sebbene con diverse modifiche intervenute nel corso dei secoli, ancora oggi rappresentate. Tra queste si possono ricordare Narukami e Shibaraku, scritte e per la prima volta interpretate, rispettivamente, nel 1684 e nel 1697, inserite poi nella raccolta Kabuki jūhachiban da Danjūrō VII.
Il 1685 è considerato l'anno in cui Danjūrō I recitò per la prima volta utilizzando lo stile aragoto, tale esordio avvenne presso il teatro Ichimura-za recitando nel ruolo di Sakata Kinpira nell'opera Kinpira Rokujo Gayoi. Circa la creazione di questo stile, Danjūrō disse di aver tratto ispirazione dal teatro dei pupi noto come Kinpira joruri, che allora godeva di ampia popolarità ad Edo.
Durante l'era Genroku, che va dal 1688 al 1704 e che vide il picco della stravaganza e dell'edonismo del periodo Edo, Danjūrō fu uno degli attori più popolari di Edo assieme a Nakamura Shichisaburō I e Nakamura Denkurō I. Nel 1694 si trasferì a Kyoto, dove lo stesso anno tenne la prima rappresentazione in stile aragoto mettendo in scena l'opera Genji Musha Homare no Seiriki ottenendo però uno scarso successo di pubblico, per poi tornare a Edo nel 1695. Qui, nel 1695, egli fu elencato negli hyōbanki, una popolare pubblicazione annuale con una classifica e un giudizio sulle performance degli attori kabuki dell'anno precedente, come jō-jō-kichi (上々吉, superiore-superiore-eccellente), arrivando ad un salario annuale di 500 ryō.
Danjūrō I è da molti ritenuto anche il primo attore ad avere scritto e pubblicato degli haiku, nonché il primo ad aver utilizzato un nome d'arte come poeta, ossia un haimyō, scrivendo con il già menzionato pseudonimo di Mimasuya Hyōgo.
Ichikawa Danjūrō I trovò la morte il 24 marzo 1704 quando fu pugnalato e ucciso sul palco del teatro Ichimura-za dal suo collega attore Ikushima Hanroku per motivi tuttora sconosciuti. Come detto, il suo nome venne preso dal figlio, Kuzō, assieme al quale egli aveva qualche volta recitato.